# 斯波爾丁縣 (喬治亞州)
斯波爾丁县（英語：Spalding County）是美國喬治亞州西北部的一個縣。面積517平方公里。根據美國2000年人口普查，共有人口58,417人，2005年增至61,289人。縣治格里芬（Griffin）。
成立於1851年12月20日，縣名紀念聯邦眾議員湯瑪斯·斯波爾丁（Thomas Spalding）。